# زمین‌لرزه ۱۹۳۹ جزایر سلیمان
زمین‌لرزه جزایر سلیمان  در تاریخ ۳۰ آوریل ۱۹۳۹ میلادی، برابر با ‎۹ اردیبهشت ۱۳۱۸، ساعت ۲:۵۵:۲۹ به زمان یوتی‌سی در جزایر سلیمان رخ داد. ژرفای این زلزله ۳۵ کیلومتر بود. بزرگی آن ۷٫۹ در مقیاس Mw اعلام شده‌است. زمین‌لرزه به وقت محلی در روز یکشنبه، ساعت ۱۳ روی داده و منطقه زمانی آن یوتی‌سی +۱۱ بوده‌است .
سازمان زمین‌شناسی آمریکا نیز جای این زمین‌لرزه را در مختصات ۱۰°۳۰′جنوبی ۱۵۸°۳۰′شرقی / ۱۰٫۵°جنوبی ۱۵۸٫۵°شرقی و بزرگی آنرا برابر با ۸٫۱ در مقیاس ریشتر اعلام کرده‌است. ژرفای گزارش شده از سوی این سازمان ۵۰ کیلومتر می‌باشد.
سونامی نیز در این زلزله گزارش شده‌است.